# Yucatán-Zwergbeutelratte
Die Yucatán-Zwergbeutelratte (Tlacuatzin gaumeri) ist eine Säugetierart aus der Familie der Beutelratten (Didelphidae), die im Landesinnern der mexikanischen Halbinsel Yucatán endemisch vorkommt.

## Merkmale
Die Tiere erreichen eine Gesamtlänge von 20,5 bis 26,1 Zentimeter, eine Kopf-Rumpf-Länge von 10 bis 12 Zentimeter, haben einen 10,5 bis 14,1 Zentimeter langen Schwanz und eine Hinterfußlänge von 15 bis 19,5 Millimeter. Schädel und Schnauze sind, verglichen mit denen anderer Grauen Zwergbeutelratten, klein und schmal, die Condylobasallänge liegt bei weniger als 28,5 mm, die drei Backenzähne (M1–M3) sind zusammen weniger als 5,4 mm breit. Das Rückenfell und die Außenseiten der Vorder- und Hinterbeine sind fast bis zu den Handwurzel- und Fußwurzelgelenken dunkel braungrau gefärbt, die Unterseite, die Innenseiten der Beine und die Wangen sind hell cremefarben. Die Füße sind cremeweiß, der Schwanz oben bräunlich und unten blass. Die Kopfoberseite und die Schnauze sind deutlich heller als der Rücken. Rund um die Augen liegt ein schwarzbrauner Augenring, der weder nach vorn in Richtung der Vibrissen, noch nach hinten zu den Ohren erweitert ist.

## Systematik
Die Yucatán-Zwergbeutelratte wurde 1913 durch den US-amerikanischen Zoologen Wilfred Hudson Osgood unter der Bezeichnung Marmosa gaumeri erstmals wissenschaftlich beschrieben und damit den in Mittel- und Südamerika weit verbreiteten Zwergbeutelratten (Marmosa) zugeordnet. Eine eigenständige Gattung für die nur in Mexiko vorkommenden Grauen Zwergbeutelratten (Tlacuatzin) wurde 2003 eingeführt. In Wilson und Reeders Mammal Species of the World wird nur noch eine Art der Grauen Zwergbeutelratten anerkannt (T. canescens) und die Yucatán-Zwergbeutelratte wird dieser als Unterart zugeordnet (T. canescens gaumeri), im Handbook of the Mammals of the World gilt sie als Synonym der Nominatform (T. canescens canescens). Bei der Untersuchung von DNA-Proben von Grauen Zwergbeutelratten aus ganz Mexiko fand man, dass die Gattung aus 5 gut zu unterscheidenden Kladen besteht, wovon eine auf der Halbinsel Yucatán vorkommt. Die Yucatán-Zwergbeutelratte (Tlacuatzin gaumeri) wurde dadurch wieder zu einer eigenständigen Art.

## Belege
1. 1 2 3  
Wilfred Hudson Osgood (1913): Two New Mouse Opossums from Yucatan. Proceedings of the Biological Society of Washington 26: 175–176.
2. 1 2  
Jésica Arcangeli, Jessica E. Light, Fernando A. Cervantes: Molecular and morphological evidence of the diversification in the gray mouse opossum, Tlacuatzin canescens (Didelphimorphia), with description of a new species. Journal of Mammalogy, Volume 99, Issue 1, Februar 2018, S. 138–158, doi: 10.1093/jmammal/gyx173
3. ↑  
Robert S. Voss & Sharon A. Jansa (2003): Phylogenetic studies on didelphid marsupials II. Nonmolecular data and new IRBP sequences: Separate and combined analyses of didelphine relationships with denser taxon sampling. In: Bulletin of the American Museum of Natural History. Vol. #276, S. 1–82
4. ↑  
Wilson & Reeder´s Mammal Species of the World: Tlacuatzin canescens gaumeri
5. ↑  
Diego Astúa: Family Didelphidae (Opossums). In: Don E. Wilson, Russell A. Mittermeier: Handbook of the Mammals of the World. Band 5: Monotremes and Marsupials. Lynx Editions, 2015, ISBN 978-84-96553-99-6, S. 147.